# Перелік українських політв'язнів у РФ та окупованих нею територіях

## Загальна інформація
Подана інформацію про українських громадян, про яких достеменно відомо, що вони є політв'язнями (станом на лютий 2024 року подана інформація за період до повномасштабного російського вторгнення в Україну). 
Інформація про українських військовополонених, увʼязнених російським режимом, подана тут: Перелік українських військовополонених засуджених російським режимом

### Загальна кількість увʼязнених
Станом на 1 грудня 2017 року в РФ, без урахування Криму, число ув'язнених громадян України становило понад 2200 осіб. Уже за 40 днів їхня кількість різко зросла: уповноважена Верховної Ради з прав людини Валерія Лутковська заявила, що під вартою у Росії перебувають понад 5 тисяч громадян України. 25 жовтня 2024 року стало відомо що у в’язницях Білорусі утримують щонайменше 12 українців за політичними мотивами. 

## Перелік українських політв'язнів
Нижче наведено список українських громадян, про яких достеменно відомо, що вони є політв'язнями і їх незаконно утримують або утримували у РФ та інших окупованих нею територій.

### Засуджені
| дата                                                      | прізвище та ім'я     | рід занять                                                                                         | місце та обставини                          | обвинувачення | вирок суду, місце перебування, подальша доля |
| --------------------------------------------------------- | -------------------- | -------------------------------------------------------------------------------------------------- | ------------------------------------------- | --- | --- |
| 12.10.2016                                                | Теймур Абдуллаєв     | тренер із тхеквондо                                                                                |                                             | Його звинувачують за ч. 2 ст. 205.5 КК РФ («участь у діяльності організації, яку визнали терористичною на території РФ»). Бахчисарайська справа. «Справа „Хізб ут-Тахрір“». | Північно-Кавказький окружний військовий суд у Ростові-на-Дону засудив його до 17 років відбування покарання в колонії суворого режиму. |
| 12.10.2016                                                | Узеїр Абдуллаєв      | Тренер, майстер спорту з тхеквондо, чемпіон Азербайджану, України та Європи                        |                                             | Його звинувачують за ч. 2 ст. 205.5 КК РФ («участь у діяльності організації, яку визнали терористичною на території РФ»). Бахчисарайська справа. «Справа „Хізб ут-Тахрір“». | Північно-Кавказький окружний військовий суд у Ростові-на-Дону засудив його до 13 років відбування покарання в колонії суворого режиму. |
| 15.05.2016                                                | Рустем Абільтаров    | будівельник                                                                                        |                                             | Його звинувачують за ч. 2 ст. 205.5 КК РФ («участь у діяльності організації, яку визнали терористичною на території РФ»). Бахчисарайська справа. «Справа „Хізб ут-Тахрір“». | Його засудили до 9 років у колонії суворого режиму. |
| 15.05.2016                                                | Зеврі Абсеітов       | стоматолог                                                                                         |                                             | Його звинувачують за ч. 2 ст. 205.5 КК РФ («участь у діяльності організації, яку визнали терористичною на території РФ»). Бахчисарайська справа. «Справа „Хізб ут-Тахрір“». | Його засудили до 9 років у колонії суворого режиму. |
| 11.02.2016                                                | Муслім Алієв         | Учасник проукраїнського мітингу в Сімферополі 26 лютого 2014 року                                  |                                             | «Справа кримських мусульман». «Справа „Хізб ут-Тахрір“». Його звинувачують за ч. 2 ст. 205.5 КК РФ («участь у діяльності організації, яку визнали терористичною на території РФ»). | Його засудили до 19 років колонії. |
| 18.04.2016                                                | Рефат Алімов         | Менеджер із продажів                                                                               |                                             | «Справа кримських мусульман». Його звинувачують за ч. 2 ст. 205.5 КК РФ («участь у діяльності організації, яку визнали терористичною на території РФ»). | Його засудили до 8 років колонії. |
| 11.02.2016                                                | Енвер Бекіров        | Охоронець, керівник місцевої мусульманської спільноти                                              |                                             | Його звинувачують за ч. 2 ст. 205.5 КК РФ («участь у діяльності організації, яку визнали терористичною на території РФ»). «Справа кримських мусульман», «Ялтинська справа». | Його засудили до 18 років колонії. |
| 09.11.2016                                                | Олексій Бессарабов   | Журналіст, до 2014 — експерт Центру «Номос»                                                        | затриманий у Севастополі                    | Тероризм, диверсії | Його засудили до 14 років ув'язнення. |
| 17.09.2014                                                | Валентин Вигівський. | підприємець                                                                                        | затриманий у Сімферополі                    | Звинуватили за ст. 276 КК РФ («Шпигунство в авіаційно-космічній сфері»). | Його засудили до 11 років колонії суворого режиму. Село Утробіна, Кіровська область, Росія. ФКУ ІК-11 УФСІН Росії по Кіровській області. |
| 29.04.2022                                                | Ірина Данилович      | громадянська журналістка                                                                           | затриманий у Коктебелі                      | «Незаконне придбання, передачу, збут, зберігання, перевезення, пересилання або носіння вибухових речовин або вибухових пристроїв» відповідно до ст. 222.1 КК РФ | Засуджена Феодосійським міським судом Криму, суддя Наталія Кулінська, до 7 років позбавлення волі і 50 000 рублів штрафу. |
| 09.11.2016                                                | Володимир Дудка      | пенсіонер, у 1997—2001 роках — командир КУ «Сімферополь»                                           | затриманий у Севастополі                    | Тероризм, диверсії | Його засудили до 14 років ув'язнення. |
| 18.04.2016                                                | Арсен Джеппаров      | Працівник селищного ЖЕКу, будівельник                                                              | затриманий в селищі Краснокам'янка, АР Крим | Звинуватили за ч. 2 ст. 205.5 КК РФ («участь у діяльності організації, яку визнали терористичною на території РФ»). «Справа „Хізб ут-Тахрір“» | Його засудили до 7 років колонії |
| 23.01.2015                                                | Руслан Зейтуллаєв.   | Учасник проукраїнського мітингу в Сімферополі 26 лютого 2014 року                                  |                                             | «Справа „Хізб ут-Тахрір“». «Справа кримських терористів». Визнали винним у організуванні в Криму осередку «Хізб ут-Тахрір». | Його засудили до 12 років суворого режиму. Ростов-на-Дону. Згодом вирок збільшено до 15 років. |
| 11.10.2017                                                | Сервер Зекірьяєв     | батько 12-ти дітей                                                                                 |                                             | Участь у терористичній організації | Його засудили до 13 років суворого режиму. Ростов-на-Дону. |
| 11 жовтня 2017 року, його затримали вдома силовики        | Рустем Ісмаїлов      | будівельник                                                                                        |                                             | участь у терористичній організації | Його засудили до 14 років покарання в колонії суворого режиму (Північно-Кавказький окружний військовий суд, Ростов-на-Дону). |
| 10 квітня 2018 року в Нижньому Новгороді                  | Ігор Кіяшко          | адвокат                                                                                            |                                             | Звинуватили у шпигунстві та спробі контрабанди деталей військових літаків. | Його засудили до 8 років колонії суворого режиму. |
| 15 травня 2015 року                                       | Андрій Коломієць     | активіст Майдану                                                                                   |                                             | Визнали винним за ст. 105 КК РФ («Замах на вбивство»), ст. 228 КК РФ («Зберігання наркотиків»). | Його засудили до 10 років. Краснодарський край. |
|                                                           | Емір-Усеїн Куку      | правозахисник, член Кримської контактної групи з прав людини                                       |                                             | «Справа „Хізб ут-Тахрір“». «Справа кримських терористів». Визнали винним у організуванні в Криму осередку «Хізб ут-Тахрір». | Його засудили до 12 років ув'язнення |
| 2014 року під час перетину російсько-українського кордону | Олександр Малафєєв   | член УНА-УНСО                                                                                      |                                             | | Його засудили 29 вересня 2015 до 24 років та 6 місяців ув'язнення. Грозний, Чечня. |
| 15 травня 2016 року                                       | Енвер Мамутов        | Працював у ремонті та будівництві                                                                  |                                             | Бахчисарайська справа, участь у діяльності терористичної організації | Його засудили до 17 років колонії суворого режиму. |
| 17 грудня 2018 року                                       | Олександр Марченко   | |                                             | Військова контрабанда, шпигунство | Його засудили до 10 років колонії суворого режиму. |
| березень 2018                                             | Наріман Мемедемінов  | блогер, цивільний журналіст                                                                        |                                             | Публічні заклики до здійснення терористичної діяльности, вчинені з використанням мережі Інтернет | 2 жовтня 2019 його засудив Південний військовий окружний суд Ростова-на-Дону до 2 років і 6 місяців позбавлення волі. |
|                                                           | Ремзі Меметов        | кухар, організатор мусульманських свят                                                             |                                             | Бахчисарайська справа, участь у діяльності терористичної організації | Його засудили до 9 років колонії суворого режиму. |
| 21 травня 2018 року                                       | Сервер Мустафаєв     | координатор «Кримської солідарності»                                                               |                                             | Участь у діяльності «терористичної» організації «Хізб ут-Тахрір» | Його засудили до 14 років ув'язнення. |
| 2 квітня 2015 року                                        | Ферат Сайфулаєв      | учасник проукраїнського мітингу в Сімферополі 26 лютого 2014 року                                  |                                             | «Справа „Хізб ут-Тахрір“». «Справа кримських терористів». | Його засудили до 5 років ув'язнення. Ростов-на-Дону. |
|                                                           | Вадим Сірук          | торговець квітами                                                                                  |                                             | Звинувачують за ч. 2 ст. 205.5 КК РФ («участь у діяльності організації, яку визнали терористичною на території РФ»). «Справа кримських мусульман». «Справа „Хізб ут-Тахрір“» | Його засудили до 12 років ув'язнення. |
| 21 травня 2018 року                                       | Едем Смаілов         | активіст «Кримської солідарності»                                                                  |                                             | Участь у діяльності «терористичної» організації «Хізб ут-Тахрір» | Його засудили до 13 років ув'язнення. |
| 9 березня 2014 року його затримали в Севастополі          | Микола Шиптур        | учасник проукраїнського мітингу до дня народження Т. Г. Шевченка в Севастополі 9 березня 2014 року |                                             | Звинуватили у замаху на вбивство представника «Народної самооборони Севастополя» | Його засудили до 9 років ув'язнення. |
| Затримали 9 листопада 2016 року в Севастополі             | Дмитро Штибликов     | журналіст, до 2014 — експерт Центру «Номос»                                                        |                                             | Незаконне зберігання зброї і підготування до диверсії, вчинене організованою групою | Його засудили до 5 років ув'язнення. ФКУ ІК № 6 УФСІН РФ по Омській обл., Омськ. |
| 9 грудня 2014 року                                        | Віктор Щур           | підприємець                                                                                        |                                             | Звинуватили за ст. 275 КК РФ («Державна зрада у формі шпигунства») | Його засудили до 12 років ув'язнення. Татарстан, Нижні Вязові, вул. Комсомольська, 1, ФКУ ІК-5 УФСІН РФ по Татарстану. |
| 17 грудня 2019 року                                       | Денис Кашук          | рекламний агент                                                                                    |                                             | Його визнали винним у незаконному придбанні та зберіганні боєприпасів (ст. 222 КК РФ) і вибухових речовин (ст. 222.1 КК РФ), а також контрабанді вибухівки (ст. 226.1 КК РФ) | Його засудили до 3 років і 8 місяців позбавлення волі в колонії загального режиму |
| 27 вересня 2017 року                                      | Юнус Машаріпов       | |                                             | Ч. 1 ст. 223.1 («Незаконне виготовлення вибухового пристрою»), ч. 1 ст. 222.1 («Незаконне придбання, зберігання і носіння вибухових речовин або вибухових пристроїв») КК РФ | У 2018 році його засудили до 4 років позбавлення волі. 3 березня 2020 року Ялтинський де-факто суд ухвалив постанову про примусове уміщування Юнуса Машаріпова до психіатричної лікарні на стаціонарне лікування з інтенсивним спостереженням. |
| 12 серпня 2017                                            | Геннадій Лимешко     | військовослужбовець                                                                                |                                             | по «справі диверсантів» за статтями ч. 2 ст. 222, ч. 2 ст. 222.1, ч. 2 ст. 223.1 КК РФ | засуджений окупаційним судом у Судаку (АР Крим) 10 серпня 2018-го до 8 років позбавлення волі. Не зміг вийти на свободу після відбуття 8 років незаконного ув'язнення у РФ. Після звільнення його під конвоєм перевезли до Центру тимчасового утримання іноземців в Ростовську обл. (РФ), де він перебував з 21 лютого до 13 березня 2025 року. Проте його так і не звільнили, а відвезли в невідомому напрямку. Його місцеперебування невідоме. |
|                                                           | Амет Сулейманов      | громадянський журналіст                                                                            |                                             | | Засудили до 12 років позбавлення волі |
| 27—28 березня 2019 року                                   | Руслан Сулейманов    | |                                             | Частина 1 статті 205.5 КК РФ (організування діяльності «Хізб ут-Тахрір») | Засудили до 14 років ув'язнення. Новочеркаськ, РФ. |
| 10 жовтня 2019 року                                       | Олег Приходько       | |                                             | Готування теракту | АР Крим, засудили до 5 років. У 2023 додали 4,5 років. |
| 4 вересня 2021 року                                       | Азіз Ахметов         | |                                             | («справа про диверсію на газопроводі» 23 серпня 2021 в Перевальному, АР Крим) | Засудили до 13 років ув'язнення. Мінусінськ, Красноярський край, Сибір, РФ. |
| 4 вересня 2021 року                                       | Асан Ахметов         | |                                             | («справа про диверсію на газопроводі» 23 серпня 2021 в Перевальному, АР Крим) | Засудили до 15 років ув'язнення. Владімірській централ, Владімір, РФ. |
| Крим, Євпаторія, 16 травня 2022 року                      | Богдан Зіза          | художник, активіст                                                                                 |                                             | Російський військовий суд визнав його винним у підготовці до вчинення теракту (ч. 1 ст. 30, ч. 1 ст. 205 КК РФ), у підбурюванні до тероризму, самовиправданні та пропаганді (ч. 2 ст. 205.2), а також вандалізм, вчинений з мотивів політичної ненависті чи ворожнечі (ч. 2 ст. 214). | Південний окружний військовий суд Ростова-на-Дону засудив кримського художника та активіста Богдана Зізу до 15 років позбавлення волі у колонії загального режиму. |

### Перебувають під слідством
| затримання    | імʼя                   | місце                        | подробиці |
| ------------- | ---------------------- | ---------------------------- | --- |
| 15.04.2015    | Асанов Алі             | Сімферополь, АР Крим         | учасник проукраїнського мітингу в Сімферополі 26 лютого 2014 року, обвинувачується окупаційною владою за ч. 2 ст. 212 КК РФ («участь у масових заворушеннях»), т. зв. «Справа 26 лютого» |
| 23.01.2016    | Алівапов Муетдін       | Сімферополь, АР Крим         | учасник проукраїнського мітингу в Сімферополі 26 лютого 2014 року, обвинувачення по частині 1 статті 205.5 КК РФ (участь у організації «Хізб ут-Тахрір»)                                 |
| 19.04.2016    | Лен'яра Абібуллаєва    | Сімферополь, АР Крим         | у Криму російська ФСБ провела обшуки і затримала трьох місцевих журналістів |
| 19.04.2016    | Люманова Руслана       | Сімферополь, АР Крим         | у Криму російська ФСБ провела обшуки і затримала трьох місцевих журналістів |
| 19.04.2016    | Семена Микола          | Сімферополь, АР Крим         | у Криму російська ФСБ провела обшуки і затримала трьох місцевих журналістів |
| 11.10.2017    | Асанов Сулеймен        | Сімферополь, АР Крим         | обвинувачується в участі у терористичній організації |
| 23.11.2017    | Абдуллаєв Куртсеїт     | Сімферополь, АР Крим         | член Меджлісу, обвинувачується у сфабрикованій «Справі Кашки», за «вимагання коштів у особливо великих розмірах» у громадянина Туреччини                                                 |
| 23.11.2017    | Аметов Кязім           | Сімферополь, АР Крим         | обвинувачується у сфабрикованій «Справі Кашки», за «вимагання коштів у особливо великих розмірах» у громадянина Туреччини                                                                |
| грудень 2018  | Іванов Юрій            | СІЗО №1 міста Ростов-на-Дону | 26 жовтня 2023 року відбулося перше судове засідання, звинувачено трьох громадян України, мешканців ОРДЛО, у «тероризмі», сфабриковане затримання «української диверсійної групи»        |
| грудень 2018  | Суровцев Станіслав     | СІЗО №1 міста Ростов-на-Дону | 26 жовтня 2023 року відбулося перше судове засідання, звинувачено трьох громадян України, мешканців ОРДЛО, у «тероризмі», сфабриковане затримання «української диверсійної групи»        |
| 11.12.2018    | Гаррюс Андрій          | СІЗО №1 міста Ростов-на-Дону | 26 жовтня 2023 року відбулося перше судове засідання, звинувачено трьох громадян України, мешканців ОРДЛО, у «тероризмі», сфабриковане затримання «української диверсійної групи»        |
| 27/28.03.2019 | Абдулаєв Ізет          | Сімферополь, АР Крим         | обвинувачення по частині 1 статті 205.5 КК РФ (участь у організації «Хізб ут-Тахрір») |
| 27/28.03.2019 | Абдулгазіев Тофік      | Сімферополь, АР Крим         | громадський активіст, обвинувачується по частині 1 статті 205.5 КК РФ (участь у організації «Хізб ут-Тахрір»)                                                                            |
| 27/28.03.2019 | Абдулкадиров Владлен   | Сімферополь, АР Крим         | активіст, організовував передачі політв'язням у СІЗО, обвинувачується по частині 1 статті 205.5 КК РФ (участь у організації «Хізб ут-Тахрір»)                                            |
| 27/28.03.2019 | Абдурахманов Меджіт    | Сімферополь, АР Крим         | обвинувачення по частині 1 статті 205.5 КК РФ (участь у організації «Хізб ут-Тахрір») |
| 27/28.03.2019 | Аділов Білял           | Сімферополь, АР Крим         | обвинувачення по частині 1 статті 205.5 КК РФ (участь у організації «Хізб ут-Тахрір») |
| 27/28.03.2019 | Аметов Енвер           | Сімферополь, АР Крим         | обвинувачення по частині 1 статті 205.5 КК РФ (участь у організації «Хізб ут-Тахрір») |
| 27/28.03.2019 | Аріфмеметов Осман      | Сімферополь, АР Крим         | цивільний журналіст, стример «Кримської солідарності», обвинувачується по частині 1 статті 205.5 КК РФ (участь у організації «Хізб ут-Тахрір»)                                           |
| 27/28.03.2019 | Базаров Фарід          | Сімферополь, АР Крим         | обвинувачення по частині 1 статті 205.5 КК РФ (участь у організації «Хізб ут-Тахрір») |
| 27/28.03.2019 | Бекіров Акім           | Сімферополь, АР Крим         | обвинувачення по частині 1 статті 205.5 КК РФ (участь у організації «Хізб ут-Тахрір») |
| 27/28.03.2019 | Бекіров Ремзі          | Сімферополь, АР Крим         | цивільний журналіст, стример «Кримської солідарності», обвинувачується по частині 1 статті 205.5 КК РФ (участь у організації «Хізб ут-Тахрір»)                                           |
| 27/28.03.2019 | Газієв Сервет          | Сімферополь, АР Крим         | обвинувачення по частині 1 статті 205.5 КК РФ (участь у організації «Хізб ут-Тахрір») |
| 27/28.03.2019 | Ізетов Різа            | Сімферополь, АР Крим         | обвинувачення по частині 1 статті 205.5 КК РФ (участь у організації «Хізб ут-Тахрір») |
| 27/28.03.2019 | Карімов Алім           | Сімферополь, АР Крим         | обвинувачення по частині 1 статті 205.5 КК РФ (участь у організації «Хізб ут-Тахрір») |
| 27/28.03.2019 | Муєдінов Яшар          | Сімферополь, АР Крим         | обвинувачення по частині 1 статті 205.5 КК РФ (участь у організації «Хізб ут-Тахрір») |
| 27/28.03.2019 | Муртаза Сейран         | Сімферополь, АР Крим         | обвинувачення по частині 1 статті 205.5 КК РФ (участь у організації «Хізб ут-Тахрір») |
| 27/28.03.2019 | Осман Ерфан            | Сімферополь, АР Крим         | обвинувачення по частині 1 статті 205.5 КК РФ (участь у організації «Хізб ут-Тахрір») |
| 27/28.03.2019 | Сейтабдіев Сейтвелі    | Сімферополь, АР Крим         | обвинувачення по частині 1 статті 205.5 КК РФ (участь у організації «Хізб ут-Тахрір») |
| 27/28.03.2019 | Сейтхалілов Рустем     | Сімферополь, АР Крим         | обвинувачення по частині 1 статті 205.5 КК РФ (участь у організації «Хізб ут-Тахрір») |
| 27/28.03.2019 | Умеров Шабан           | Сімферополь, АР Крим         | обвинувачення по частині 1 статті 205.5 КК РФ (участь у організації «Хізб ут-Тахрір») |
| 27/28.03.2019 | Шейхаліев Рустем       | Сімферополь, АР Крим         | обвинувачення по частині 1 статті 205.5 КК РФ (участь у організації «Хізб ут-Тахрір») |
| 27/28.03.2019 | Яніков Асан            | Сімферополь, АР Крим         | обвинувачення по частині 1 статті 205.5 КК РФ (участь у організації «Хізб ут-Тахрір») |
| 24.08.2023    | Асанов Руслан          | Бахчисарай, АР Крим          | ФСБ затримала у Бахчисараї шістьох кримських татар у справі Хізб ут-Тахрір |
| 24.08.2023    | Мустафаєв Сейдамет     | Бахчисарай, АР Крим          | ФСБ затримала у Бахчисараї шістьох кримських татар у справі Хізб ут-Тахрір |
| 24.08.2023    | Німетулаєв Ремзі       | Бахчисарай, АР Крим          | ФСБ затримала у Бахчисараї шістьох кримських татар у справі Хізб ут-Тахрір |
| 24.08.2023    | Сейтумеров Абдулмеджит | Бахчисарай, АР Крим          | ФСБ затримала у Бахчисараї шістьох кримських татар у справі Хізб ут-Тахрір |
| 24.08.2023    | Умеров Аметхан         | Бахчисарай, АР Крим          | ФСБ затримала у Бахчисараї шістьох кримських татар у справі Хізб ут-Тахрір |
| 24.08.2023    | Якубов Ельдар          | Бахчисарай, АР Крим          | ФСБ затримала у Бахчисараї шістьох кримських татар у справі Хізб ут-Тахрір |

| Прізвище та ім'я    | Рід занять                                                                                              | Час, місце і обставини затримання                            | Обвинувачення | Вирок суду, місце перебування, подальша доля |
| ------------------- | --- | ------------------------------------------------------------ | --- | -------------------------------------------- |
| Ресуль Веліляєв     | бізнесмен, меценат                                                                                      | 26 квітня 2018 року                                          | | Лефортовська тюрма, Москва                   |
| Андрій Виноградов   | активіст Українського культурного центру Криму                                                          | 12 січня 2017 року в Сімферополі                             | [ 87 ] | Сімферополь, АР Крим                         |
| Андрій Гашенко      | підприємець                                                                                             | 31 травня 2018 року в Ростовській області РФ                 | Інкримінують контрабанду до України запчастин до військової техніки. |                                              |
| Костянтин Давиденко | брокер з Донецької области, співробітник «Донецького східного брокерського торгового дому» (ПП «ДВБТД») | 21 лютого 2018 року в Сімферополі                            | Звинуватили у шпигунстві на користь України. | Сімферополь, АР Крим                         |
| Бекір Дегерменджі   | фермер, водій, учасник національного руху                                                               | 23 листопада 2017 року                                       | «Справа Кашки», за «вимагання коштів у особливо великих розмірах» у громадянина Туреччини | Сімферополь, АР Крим                         |
| Мустафа Дегерменджі | торговий представник                                                                                    |                                                              | «Справа 26 лютого» | Сімферополь, АР Крим                         |
| Дмитро Долгополов   | військовик                                                                                              | 28 вересня 2017 року в Симферополі                           | За підозрою у нібито шпигунстві на користь України. |                                              |
| Ескандер Емірвалієв | учасник проукраїнського мітингу в Сімферополі 26 лютого 2014 року                                       | 18 лютого 2015 р. затримали російські правоохоронці у Криму  | Участь у масових заворушеннях | СІЗО м. Сімферополя                          |
| Андрій Захтій       | |                                                              | Затримали у справі «українських диверсантів» у окупованому Криму | Сімферополь, АР Крим                         |
| Євген Каракашев     | лівий активіст антифашистських поглядів, анархіст                                                       | Затримали 1 лютого 2018 року вдома у Євпаторії               | Звинуватили за ст. 282 Кримінального кодексу РФ (Розпалювання ненависті або ворожнечі, а також приниження людської гідності) та ст. 205.2 (Публічні заклики до здійснення терористичної діяльності або публічне виправдання тероризму) за пости у соцмережі «Вконтакті», зокрема у відеоролику «Последнее интервью Приморских партизан» | Євпаторія, АР Крим                           |
| Руслана Люманова    | кримська журналістка                                                                                    |                                                              | [ 105 ] | Сімферополь, АР Крим                         |
| Олексій Назімов     | редактор алуштинського видання «Твоя газета»                                                            |                                                              | Звинуватили за ч. 7 ст. 204 Кримінального кодексу Росії (комерційний підкуп, пов'язаний із предметом вимагання предмета підкупу). Згодом справу перекваліфікували за ст. 163 Кримінального кодексу Росії (вимагання). | Сімферополь, АР Крим                         |
| Віктор Новицький    | капітан затриманого біля берегів півострова українського судна «ЯМК-0041»                               |                                                              | Звинуватили у «незаконному видобутку морських біоресурсів у виключній економічній зоні Росії за частиною 3 статті 256 Кримінального кодексу Росії». |                                              |
| Едем Семедляєв      | адвокат                                                                                                 |                                                              | [ 110 ] | Сімферополь, АР Крим                         |
| Павло Степанченко   | депутат                                                                                                 |                                                              | Звинуватили за частиною 7 статті 204 Кримінального кодексу Росії (комерційний підкуп, пов'язаний із предметом вимагання предмета підкупу). Згодом справу перекваліфікували за статтею 163 Кримінального кодексу Росії (вимагання). | Сімферополь, АР Крим                         |
| Руслан Трубач       | | 23 листопада 2017 року                                       | «Справа Кашки», за «вимагання коштів у особливо великих розмірах» у громадянина Туреччини | Сімферополь, АР Крим                         |
| Емір Усеров         | учасник проукраїнського мітингу в Сімферополі 26 лютого 2014 року                                       |                                                              | | Сімферополь, АР Крим                         |
| Асан Чапух          | | 23 листопада 2017 року                                       | «Справа Кашки», за «вимагання коштів особливо великих розмірів» у громадянина Туреччини | Сімферополь, АР Крим                         |
| Талят Юнусов        | учасник проукраїнського мітингу в Сімферополі 26 лютого 2014 року                                       | 11.03.15 року його затримали російські правоохоронці у Криму | Участь у масових заворушеннях, заподіяння тілесних ушкоджень | СІЗО м. Сімферополя АР Крим                  |
| Іван Яцкін          | | 16 жовтня 2019 року                                          | Стаття 275 КК РФ («Державна зрада») | Москва, Російська Федерація                  |
| Ельдар Кантимиров   | кримськотатарський активіст                                                                             | 10 червня 2019 року                                          | Частина 2 статті 205.5 КК РФ (участь у організації «Хізб ут-Тахрір») | Сімферополь, АР Крим                         |
| Руслан Нагаєв       | кримськотатарський активіст; виконувач обов'язків імама                                                 | 10 червня 2019 року                                          | Частина 2 статті 205.5 КК РФ (участь у організації «Хізб ут-Тахрір») | Сімферополь, АР Крим                         |
| Сейтумер Сейтумеров | кримськотатарський активіст                                                                             | 11 безерня 2020 року                                         | Частина 2 статті 205.5 КК РФ (участь у організації «Хізб ут-Тахрір») | Сімферополь, АР Крим                         |
| Осман Сейтумеров    | кримськотатарський активіст                                                                             | 11 безерня 2020 року                                         | Частина 2 статті 205.5 КК РФ (участь у організації «Хізб ут-Тахрір») | Сімферополь, АР Крим                         |
| Галина Довгопола    | | листопад 2019 року                                           | Стаття 275 КК РФ («Державна зрада») | Москва, Російська Федерація                  |

### Звільнені

#### Обмін 7 вересня 2019
7 вересня 2019 р. відбувся обмін затриманих проросійських злочинців на полонених українців. Разом додому повернулися 35 українців, серед них 24 українських моряки, режисер Олег Сенцов, журналіст Роман Сущенко та інші. На 7 вересня в тимчасово окупованому РФ Криму незаконно утримували під вартою 86 українських політв'язнів, 34-м з них винесли «вироки», частину етапували до колоній Криму і РФ.

#### Звільнені після 2022 року
28 червня 2024 року з полону вдалося звільнити 10 цивільних українців. 13 вересня вдалося звільнити з полону сімох цивільних, яких росіяни затримали ще до повномасштабного вторгнення.
| затримання | імʼя                | місце                         | подробиці                               |
| --- | ------------------- | ----------------------------- | --------------------------------------- |
| 17 липня 2013 року катер ФСБ РФ здійснив зіткнення і затопив український риболовецький човен, чотири із п'яти рибалок, які були на борту загинули, пʼятий — увʼязнений. | Федорович Олександр | Азовське море                 | звільнений у листопаді 2013 року        |
| 8/9 травня 2014 року був затриманий юрист та громадський активіст, засуджений російською окупаційною владою за «підготування терористичного акту»                       | Афанасьєв Генадій   | Сімферополь, АР Крим          | звільнений 14 червня 2016 року          |
| 8 грудня 2016 року був затриманий фермер і громадський активіст що відмовився від російського громадянства і вивісив на своєму будинку українську символіку             | Балух Володимир     | Серебрянка, АР Крим           | звільнений у обміні 7 вересня 2019 року |
| 04.09.2021, відбулося затримання після участі в Саміті Кримської платформи в Києві («справа про диверсію на газопроводі» 23.08.21 в Перевальному, АР Крим)              | Наріман Джелял      | Сімферополь, АР Крим          | звільнені 28 червня 2024 року           |
| 2017 року засуджений російською окупаційною владою за «допомогу українським військовим»                                                                                 | Матюшенко Валерій   | Донецька область              | звільнені 28 червня 2024 року           |
| 2016 року мистецтвознавиця та наукова співробітниця Горлівського художнього музею була засуджена російською окупаційною владою за «зраду і шпигунство»                  | Пєх Олена           | Донецька область              | звільнені 28 червня 2024 року           |
| 16.11.2022 російською окупаційною владою були затримані священники УГКЦ, яким підкинули зброю та катували щоб вибити зізнання                                           | Гелета Богдан       | Бердянськ, Запорізька область | звільнені 28 червня 2024 року           |
| 16.11.2022 російською окупаційною владою були затримані священники УГКЦ, яким підкинули зброю та катували щоб вибити зізнання                                           | Левицький Іван      | Бердянськ, Запорізька область | звільнені 28 червня 2024 року           |
| відомо про пʼятьох цивільних які були увʼязнені режимом Лукашенка на території Білорусі                                                                                 | Швець Микола        | Білорусь                      | звільнені 28 червня 2024 року           |
| відомо про пʼятьох цивільних які були увʼязнені режимом Лукашенка на території Білорусі                                                                                 | Захаренко Наталія   | Білорусь                      | звільнені 28 червня 2024 року           |
| відомо про пʼятьох цивільних які були увʼязнені режимом Лукашенка на території Білорусі                                                                                 | Купрієнко Павло     | Білорусь                      | звільнені 28 червня 2024 року           |
| відомо про пʼятьох цивільних які були увʼязнені режимом Лукашенка на території Білорусі                                                                                 | Гончаренко Людмила  | Білорусь                      | звільнені 28 червня 2024 року           |
| відомо про пʼятьох цивільних які були увʼязнені режимом Лукашенка на території Білорусі                                                                                 | Брюханова Катерина  | Білорусь                      | звільнені 28 червня 2024 року           |
| Звинуватили за ч. 1 ст. 222.1 КК РФ та ст. 223.1 КК РФ, засудили до 6 років колонії.                                                                                    | Єсипенко Владислав  | АР Крим                       | звільнений 23 червня2025 року           |

| Прізвище та ім'я    | Рід занять | Час, місце і обставини затримання | Обвинувачення | Вирок суду, місце перебування, подальша доля |
| ------------------- | --- | --- | --- | --- |
| Рустем Ваітов       | учасник проукраїнського мітингу в Сімферополі 26 лютого 2014 року | 23 січня 2015 року | Справа «Хізб ут-Тахрір». «Справа кримських терористів». Визнали винним за ч. 2 ст. 205.5 КК РФ («Участь у діяльності організації, яку визнали терористичною на території РФ»).                                                                              | Засудили до 5 років ув'язнення. Ростов-на-Дону. Колонія № 1 міста Курган. Звільнили |
| Павло Гриб          | 19 років. Студент Києво-Могилянської академії. Хворіє на портальну гіпертензію. | Викрали на території Білорусі 24 серпня 2017 року | Тероризм. За версією обвинувачення, пропонував своїй знайомій у Краснодарському краї влаштувати вибух на лінійці в школі №26 у Сочі з допомогою саморобного вибухового пристрою.                                                                            | 22 березня 2019 р. його засудив до 6 років колонії Північно-Кавказький окружний військовий суд у Ростові-на-Дону Звільнили 7 вересня 2019 у межах обміну. |
| Хайсер Джемілєв     | син Мустафи Джемілєва | У вересні 2014 року його незаконно вивезли з окупованого Криму до Краснодарського краю РФ. | Засудили у травні 2013 року за заподіяння смерти з необережності | Звільнили |
| Юрій Ільченко       | власник приватної мовної школи, проукраїнський активіст, подав заяву про відмову від російського громадянства під №1. | Заарештували 2 липня 2015 року в Севастополі | Звинувачували за ст. 282 КК РФ («розпалювання ненависті або ворожнечі»). | Звільнили |
| Ескендер Кантемиров | учасник проукраїнського мітингу в Сімферополі 26 лютого 2014 року | 7 лютого 2015 року його заарештували російські правоохоронці у Криму | «Справа 26 лютого», участь у масових заворушеннях, заподіяння тілесних ушкоджень | СІЗО м. Сімферополя, 6 квітня 2015 р. запобіжний захід змінили, і Ескандера випустили на поруки |
| Микола Карп'юк      | заступник голови УНА-УНСО, один із лідерів «Правого сектора» | 21 березня 2014 року його заарештували під час в'їжджання до Росії, за іншою версією його викрали 17 або 21 березня 2014 року спецслужби РФ на території України, й уже потім вивезли до Росії | Участь у бойових діях у 1994—1995 роках на боці УНА-УНСО проти російських військовослужбовців у Чечні | Засудили до 22,5 років. Етапували до Владимирської області. Звільнили 7 вересня 2019 р. у межах обміну |
| Станіслав Клих      | журналіст, історик | 7 або 8 серпня 2014 року його заарештували у м. Орел у Росії | Належність до «Правого сектора», непокора поліції | Засудили до 20 років. Грозний, Чечня. Звільнили 7 вересня 2019 р. у межах обміну. |
| Олександр Кольченко | громадський активіст | 16 травня 2014 року його затримали співробітники ФСБ у Сімферополі | Готування терористичного акту | Засудили на 10 років. Челябінська область. 31 травня 2018 року розпочав голодування з вимогою звільнити Олега Сенцова. Звільнили 7 вересня 2019 р. у межах обміну. |
| Олександр Костенко  | активіст Євромайдану, член партії «Свобода» | 8 лютого 2015 року його заарештували російські правоохоронці у Криму, після чого перебував у СІЗО-1 м. Сімферополя, де його неодноразово катували інші ув'язнені та охоронці. | Заподіяння легкої шкоди здоров'ю, вчинене за мотивами ідеологічної ненависті або ворожнечі, зберігання вогнепальної зброї | 15 травня 2015 року його засудили на 4 роки і 2 місяці. Перевели до колонії Кірово-Чепецьк, Кіровська область. Звільнили 3 серпня 2018 року. |
| Сергій Литвинов     | фермер-різнороб | улітку 2014 року в Ростові | Звинуватили у застосуванні заборонених методів ведення війни і масових убивствах мирних мешканців Донбасу. Справу перекваліфікували за звинуваченням у розбої.                                                                                              | Засудили 20 квітня 2015 року до 8,5 років колонії суворого режиму. Ростовська область. Передали згідно з міжнародною конвенцією між Росією і Україною в 2019 році. |
| Тарас Мазур         | театральний режисер | 24 березня 2014 року його затримали російські «козаки» в Криму, допитали | Координатор «Правого сектора» | Звільнили за добу |
| Ігор Мовенко        | | | Звинуватили у публічних закликах до екстремістської діяльности | 4 травня 2018 року засудили до 2 років ув'язнення в колонії-поселенні,, але 26 червня Севастопольський міський суд змінив вирок із реального на умовний термін і ухвалив випустити його з СІЗО негайно. |
| Артур Панов         | громадський діяч | | Підготування терористичного акту та шпигунство | Засудили 11 серпня 2017 року до 8 років ув'язнення Звільнили 7 вересня 2019 р. у межах обміну. |
| Євген Панов         | один із лідерів організації «Самооборона Енергодара» | Затримали в Криму в серпні 2016 року. За версією російського слідства, він зі спільниками в районі Армянська мав зустріти підкріплення з материкової України начебто для подальших диверсій. Під час затримання групи в пере’стрілці загинув представник окупаційної влади і 2 ймовірні «диверсанти». | Нібито підготування диверсій у районі міста Армянськ у Криму. Панов свою провину не визнав. | Так званий «Верховний суд» Криму 13 липня 2018 року засудив його до 8 років колонії суворого режиму. Панову зарахували до загального терміну приблизно 2 роки перебування під вартою. Захист українця заявив, що подасть апеляцію на вирок. Звільнили 7 вересня 2019 р. у межах обміну.                                     |
| Нурі Примов         | учасник проукраїнського мітингу в Сімферополі 26 лютого 2014 року | 23 січня 2015 року | «Справа „Хізб ут-Тахрір“». «Справа кримських терористів». Визнали винним за ч. 2 ст. 205.5 КК РФ («участь у діяльності організації, яку визнали терористичною на території РФ»).                                                                            | Засудили до 5 років ув'язнення. Сел. Ясне, вул. Ясна, 3, ФКУ ІК-5 УФСІН РФ по Республіці Марій Ел. Звільнили |
| Володимир Присич    | водій-далекобійник | 13 серпня 2016 року об 11:30 у Севастополі | «Справа кримських терористів». Визнали винним за ч. 2 ст. 228 КК РФ («Незаконні придбання, зберігання, перевезення, виготовлення, перероблення наркотичних засобів»).                                                                                       | Засудили до 3 років ув'язнення. 15 серпня 2019 року звільнили з колонії в Кабардино-Балкарії. |
| Надія Савченко      | штурманка ВПС України, доброволиця батальйону «Айдар» | 17 червня 2014 року її взяли в полон російські бойовики біля м. Щастя, вивезли до Росії 23 червня | Убивство російських журналістів | Звільнили 25 травня 2016 року внаслідок обміну на засуджених російських диверсантів Єрофєєва і Александрова. |
| Микола Семена       | кримський журналіст, заслужений журналіст України | Сімферополь, АР Крим | Звинучували за ч. 2 ст. 280.1 КК РФ «порушення територіальної цілісності Російської Федерації» | 22 вересня 2017 року Залізничний районний суд Сімферополя засудив до 2,5 років умовно з випробувальним терміном на 3 роки і забороною провадити публічну діяльність. 14 січня 2020 року цей самий суд розглянув і задовольнив клопотання журналіста про дострокове припинення випробувального терміну і зняття «судимості». |
| Олег Сенцов         | кінорежисер, письменник, сценарист, громадський активіст | 11 травня 2014 року його затримали співробітники ФСБ у Сімферополі | Організування підпалів у сімферопольському відділенні «Єдиної Росії» і в офісі організації «Російська громада», підготування терористичного акту | Засудили до 20 років ув'язнення. 14 травня 2018 року розпочав безстрокове голодування з вимогою звільнити усіх Українських політичних в'язнів Кремля. Звільнили 7 вересня 2019 року в межах обміну. |
| Олексій Сизонович   | активіст ВО «Батьківщина» | у серпні 2016 року під час перетинання російсько-українського кордону в Ізвариному | Визнали винним за статтями Карного кодексу Росії про «підготування терористичного акту», «незаконне придбання, передавання, збут, зберігання, перевезення або носіння вибухових речовин чи вибухових пристроїв» та «незаконний перетин державного кордону». | Засудили до 12 років ув'язнення та 250 тисяч рублів штрафу. Звільнили 7 вересня 2019 р. у межах обміну. |
| Юрій Солошенко      | інженер, пенсіонер, колишній директор військового заводу | у серпні 2014 року | Звинуватили за ст. 276 КК РФ («шпигунство»). | Звільнили 14 червня 2016 року |
| Олександр Стешенко  | | | Заарештували на адмінкордоні з окупованим РФ Кримом. за «нелегальне придбання, передавання, збут, перевезення та зберігання або носіння зброї» | Засудили у серпні 2018 року до 2 років позбавлення волі у колонії-поселенні. 6 серпня 2019 року звільнили за процедурою умовно-дострокового звільнення. |
| Роман Сущенко       | кореспондент «Укрінформ» у Франції | 30 вересня 2016 року його затримало ФСБ у Москві | Шпигунство (ст. 276 КК РФ) | Засудили до 12 років колонії суворого режиму Звільнили 7 вересня 2019 р. у межах обміну. |
| Ільмі Умеров        | український кримськотатарський політик, віцепрем'єр Уряду Криму (1994—1997), заступник голови Ради Міністрів АР Крим (1997), голова Всесвітньої асамблеї тюркських народів (1997—1999), заступник Голови Верховної ради АР Крим (2002—2005), голова Бахчисарайської районної державної адміністрації (2005—2014) | у травні 2016 року | | Звільнили та передали Туреччині |
| Роман Терновський   | | Затримали у жовтні 2017 року в Ростовській області РФ | Причетність до діяльности організації «Правий сектор» | У 2018-му засудили до 2 років і 3 місяців колонії. У серпні 2019 звільнили через закінчення терміну ув'язнення. |
| Ахтем Чийгоз        | заступник голови Меджлісу, учасник проукраїнського мітингу в Сімферополі 26 лютого 2014 року | 29 січня 2015 року його затримали російські правоохоронці у Криму | «Справа 26 лютого» (організування масових заворушень) | СІЗО м. Сімферополя. Суд подовжив термін перебування під вартою до 29 липня 2015 року. АР Крим. Зільнили та передали Туреччині. |
| Олексій Чирній      | громадський активіст кримського Євромайдану | 9 травня 2014 року його затримали у Сімферополі разом із Олегом Сенцовим, Олександром Кольченком, Геннадієм Афанасьєвим, що їх звинуватили у «тероризмі». Чирнія викрали з Криму співробітники ФСБ РФ і перевезли його до Росії. Після катувань підписав зізнання.                                    | Підготування терористичного акту | Його засудили до 7 років. Москва. Зільнили |
| Вельдар Шукурджиєв  | проукраїнський активіст | Затримали на в'їзді до Криму російські прикордонники | [ 210 ] | Звільнили |
| Олександр Шумков    | охоронець Дмитра Яроша | Викрали у серпні 2017 року з території України | Екстремізм | 23 грудня 2020 року звільнили. |
| Руслан Якушев       | кок судна «Arctic Sunrise» | | Справа Arctic Sunrise | Звільнили |
| Юрій Яценко         | студент, активіст | 6 травня 2014 року його заарештували у місті Обоянь | Порушення міграційного законодавства, згодом незаконне придбання, передавання, збут, зберігання, перевезення або носіння зброї, його основних частин, боєприпасів                                                                                           | Засудили 8 серпня 2014 року спершу на 2 роки, згодом термін зменшили до 9 місяців. Звільнили 8 травня 2015 року. |
| Олексій Стогній     | підприємець | затримали 15 листопада 2016 року в Криму | Придбання, передавання, збут, зберігання, перевезення або носіння зброї, боєприпасів; виготовлення, перероблення або ремонтування вогнепальної зброї та боєприпасів                                                                                         | Засудили до 3,5 років колонії. Звільнили у січні 2020 року. |
| Гліб Шаблій         | науковець | Затримали 15 листопада 2016 року в Севастополі | Виготовлення вибухового пристрою, придбання і зберігання вибухових речовин | Засуджений до 5 років колонії. 5 березня 2021 року Шаблія повернули до України після того, як він відбув у російській в'язниці повний строк. |

### Загиблі в увʼязненні
| дата смерті | імʼя             | місце                                    | подробиці |
| ----------- | ---------------- | ---------------------------------------- | --- |
| 07.02.2023  | Ширінг Костянтин | колонія №5 міста Новотроїцьк             | засуджений в окупованому Криму за звинуваченням у «шпигунстві» українець Костянтин Ширінг помер у колонії, через ненадання медичної допомоги                                             |
| 10.02.2023  | Гафаров Джеміль  | СІЗО у місті Новочеркаськ                | затриманий в окупованому Криму 27.03.19 під час облави російських силовиків проти татар у мікрорайонах Камʼянка і Строганівка міста Сімферополь, помер через ненадання медичної допомоги |
| 19.09.2024  | Рощина Вікторія  | СІЗО №2 у місті Таганрог                 | українська журналістка потрапила в полон у 2023 р., коли спробувала відвідати окуповані українські території, вбита під час етапування при підготовці до обміну полоненими               |
| 02-03.2025  | Віраті Рустем    | виправна колонія міста Димитровград (РФ) | затриманий в окупованому селищі Рикове Херсонської обл. у липні 2023 р., помер у колонії, через ненадання медичної допомоги                                                              |
| 26.06.2025  | Марков Олександр | етапування до міста Усть-Лабінська       | окупаційний «суд» засудив чоловіка «за державну зраду» до 14 років колонії суворого режиму з подальшим обмеженням свободи на 1 рік, загинув під час етапування до міста Усть-Лабінська   |

## Міждержавні переговори щодо звільнення українських громадян
Українські дипломати на переговорах з російськими колегами неодноразово закликали звільнити усіх громадян України, яких безпідставно утримують. Зокрема, 26 червня 2015 р. в Москві відбулася зустріч керівників консульських служб зовнішньополітичних відомств України та Російської Федерації, де українська сторона вкотре порушила це питання, а також висунула вимогу невідкладно забезпечити консулові України зустріч із безпідставно утримуваними на території Росії громадянами України Миколою Карпюком, Станіславом Клихом, Олегом Сенцовим, Олександром Кольченком, Генадієм Афанасьєвим. Окрему увагу на зустрічі приділили справі Надії Савченко. Однак, суттєвого поступу немає.

## Міжнародна реакція
7 липня 2015 р. загальний комітет Парламентської асамблеї (ПА) ОБСЄ з демократії, прав людини і гуманітарних питань під час свого засідання в Гельсінкі схвалив резолюцію «Викрадені й незаконно ув'язнені в Російській Федерації українські громадяни». Резолюція зазначає, що

| ПА ОБСЄ рішуче засуджує викрадення українських громадян з території України, зокрема члена парламенту Надії Савченко, кінорежисера Олега Сенцова та інших осіб, їхнє незаконне переміщення через українсько-російський державний кордон і подальше затримання в Російській Федерації.[232] |

## Виноски
1. ↑  У Росії ув'язнені понад 2200 українців — Лутковська 15:11, 01 грудня 2017. Архів оригіналу за 27 червня 2018. Процитовано 27 червня 2018.
2. ↑  Українці в полоні Росії: Лутковська назвала кількість арештантів. Архів оригіналу за 27 червня 2018. Процитовано 27 червня 2018.
3. ↑  У в’язницях Білорусі утримують щонайменше 12 українців за політичними мотивами – правозахисники. Українська правда (укр.). Процитовано 25 жовтня 2024.
4. ↑  Список Сенцова. Теймур Абдуллаев. YouTube. Gogols Wives. 10 червня 2018. Архів оригіналу за 13 серпня 2020. Процитовано 7 червня 2021.
5. ↑  Теймур Абдуллаєв [Архівовано 8 березня 2019 у Wayback Machine.] // LetMyPeopleGo
6. ↑  ТЕЙМУР АБДУЛЛАЄВ В КАРЦЕРІ ЗА ЛИСТ КРИМСЬКОТАТАРСЬКОЮ МОВОЮ. Архів оригіналу за 3 липня 2018. Процитовано 3 липня 2018.
7. ↑  Затриманий у Криму Абдуллаєв у критичному стані — МЗС. Архів оригіналу за 3 липня 2018. Процитовано 3 липня 2018.
8. 1 2 3  Суд в Ростові засудив до тривалих термінів колонії суворого режиму фігурантів сімферопольської «справи Хізб ут-Тахрір» [Архівовано 7 листопада 2019 у Wayback Machine.] Крим. Реалії, 18.06.2019//
9. ↑  Список Сенцова. Узеїр Абдуллаєв. Архів оригіналу за 11 серпня 2020. Процитовано 3 липня 2018.
10. ↑  Історія політв'язня: Узеїр Абдуллаєв [Архівовано 31 березня 2019 у Wayback Machine.] // Крим Реалії, 09.06.2018
11. ↑  Фігурант справи «справи „Хізб ут-Тахрір“» у Криму Абдуллаєв потребує термінової госпіталізації — дружина. Архів оригіналу за 12 червня 2018. Процитовано 7 червня 2018.
12. ↑  Узеир Абдуллаев
13. ↑  Рустем Абільтаров [Архівовано 16 квітня 2019 у Wayback Machine.] // LetMyPeopleGo
14. 1 2 3 4  Російський суд оголосив вирок фігурантам Бахчисарайської «справи Хізб ут-Тахрір» [Архівовано 25 грудня 2018 у Wayback Machine.] // Крим. Реалії, 24.12.2018
15. ↑  Список Сенцова. Зеврі Абсеітов
16. 1 2 3  Рада вперше поіменно назвала «бранців Кремля». Архів оригіналу за 2 березня 2018. Процитовано 1 березня 2018.
17. ↑  Список Сенцова. Муслім Алієв. Архів оригіналу за 10 січня 2019. Процитовано 3 липня 2018.
18. 1 2 3 4 5 6  Russia: Emir-Usein Kuku and five co-defendants from occupied Crimea slapped with long sentences. Архів оригіналу за 15 листопада 2019. Процитовано 24 листопада 2019.
19. 1 2  Список політв'язнів-українців, утримуваних у РФ. Архів оригіналу за 18 лютого 2017. Процитовано 17 лютого 2017.
20. 1 2  Севастополь: суд засудив фігурантів «справи українських диверсантів» Дудку і Бессарабова до 14 років ув'язнення [Архівовано 4 квітня 2019 у Wayback Machine.] // Крим. Реалії, 04.04.2019
21. ↑  Список Сенцова. Валентин Вигівский. Архів оригіналу за 10 січня 2019. Процитовано 3 липня 2018.
22. ↑  В'язень Кремля Валентин Вигівський: півтора року несвободи за московським часом (відео). Архів оригіналу за 8 жовтня 2016. Процитовано 25 липня 2017.
23. ↑  МЗС засудило репресії окупантів проти громадянської журналістки Ірини Данилович. Детектор медіа. 23 березня 2023.
24. ↑  Політув'язнену громадянську журналістку Ірину Данилович незаконно етапували з Криму до Краснодару. INжир. 25 липня 2023.
25. ↑  Список Сенцова. Володимир Дудка. Архів оригіналу за 6 вересня 2020. Процитовано 3 липня 2018.
26. ↑  Арсен Джеппаров [Архівовано 6 квітня 2019 у Wayback Machine.] // LetMyPeopleGo
27. ↑  Список Сенцова. Руслан Зейтуллаєв. Архів оригіналу за 10 січня 2019. Процитовано 3 липня 2018.
28. ↑  Суд у Росії засудив Руслана Зейтуллаєва до 12 років позбавлення волі. Архів оригіналу за 5 травня 2017. Процитовано 25 липня 2017.
29. ↑  Справа Хізб ут-Тахрір: російська «феміда» збільшила вирок Зейтуллаєву до 15 років. Архів оригіналу за 3 липня 2018. Процитовано 3 липня 2018.
30. ↑  Список Сенцова. Сервер Зекірьяєв
31. 1 2  У Бахчисараї тривають обшуки, затримали щонайменше 10 кримських татар. Архів оригіналу за 3 липня 2018. Процитовано 3 липня 2018.
32. 1 2 3  Mother of Crimean Tatar prisoner of conscience prosecuted for solitary picket in his defence. Архів оригіналу за 3 лютого 2021. Процитовано 8 лютого 2021.
33. ↑  Список Сенцова. Рустем Ісмаїлов
34. ↑  Рустем Ісмаїлов [Архівовано 24 березня 2019 у Wayback Machine.] // LetMyPeopleGo
35. ↑  Потапов, Егор. Рустем Исмаилов. История ареста. Крым.Реалии (рос.). Архів оригіналу за 16 листопада 2018. Процитовано 4 червня 2018.
36. ↑  У Росії затримали ще одного українця, який їхав по ліки для дитини: відома низка звинувачень. Архів оригіналу за 27 червня 2018. Процитовано 27 червня 2018.
37. ↑  Російський суд дав українському адвокату 8 років за «шпигунство» — росЗМІ [Архівовано 26 грудня 2018 у Wayback Machine.] // Українська правда, 26.12.2018
38. ↑  Список Сенцова. Андрій Коломієць. Архів оригіналу за 10 січня 2019. Процитовано 3 липня 2018.
39. ↑  У Криму суд продовжив арешт майданівцю Коломійцю. Архів оригіналу за 17 червня 2016. Процитовано 14 червня 2016.
40. ↑  "Активіст Майдану Андрій Коломієць — чергова жертва «росправосудія», — Клімкін. Архів оригіналу за 16 червня 2016. Процитовано 14 червня 2016.
41. ↑  Список Сенцова. Емір-Усейн Куку
42. ↑  Центр прав людини ZMINA: 21 український політв'язень потребує негайного лікування. Еспресо TV. 14 серпня 2023.
43. ↑  Список Сенцова. Енвер Мамутов. Архів оригіналу за 8 серпня 2020. Процитовано 3 липня 2018.
44. ↑  Українець Олександр Марченко засуджений у Росії до 10 років ув’язнення – дружина
45. ↑  У Росії кримського блогера Мемедемінова засудили до 2,5 років за ґратами. 5 канал. 02.10.2019. Архів оригіналу за 23 жовтня 2019. Процитовано 24 жовтня 2019.
46. ↑  Кримські політв'язні: Ремзі Меметов [Архівовано 31 березня 2019 у Wayback Machine.] // UkrStream.tv
47. 1 2  Чубаров про затримання в Криму: Росія відводить увагу від нових репресій. Архів оригіналу за 12 червня 2018. Процитовано 7 червня 2018.
48. ↑  Список Сенцова. Сервер Мустафаєв
49. ↑  Суспільство Затриманий у Криму активіст Мустафаєв є улюбленцем народу, — Білялов 21 травня 2018 — Громадське радіо. Архів оригіналу за 12 червня 2018. Процитовано 7 червня 2018.
50. ↑  Фігуранту ялтинської «справи Хізб ут-Тахрір» Вадиму Сіруку пред'явили доповнене обвинувачення — Курбедінов [Архівовано 3 квітня 2019 у Wayback Machine.] // Крим. Реалії, 28.06.2017
51. ↑  Микола Шиптур. Кримський бранець, якого забула Україна. Архів оригіналу за 21 грудня 2016. Процитовано 5 грудня 2016.
52. ↑  Список Сенцова. Микола Шиптур
53. ↑  Затримані в Криму Штибликов і Бессарабов не диверсанти, а відомі експерти, — колега. Архів оригіналу за 18 листопада 2016. Процитовано 5 грудня 2016.
54. 1 2  У Криму по «справі диверсантів» до п'яти років колонії засудили українця Штиблікова. Правозахисники пояснили, чому він визнав провину. Центр інформації про права людини. 17 листопада 2017. Архів оригіналу за 20.08.2018. Процитовано 17.08.2018.
55. ↑  Список Сенцова. Віктор Щур. Архів оригіналу за 7 вересня 2019. Процитовано 3 липня 2018.
56. ↑  Українські політв'язні в Росії: кого і за що утримує російська влада. Архів оригіналу за 14 травня 2017. Процитовано 25 липня 2017.
57. 1 2  «Жив, но не скажу, что здоров». Крым.Реалии (рос.). Архів оригіналу за 12 квітня 2020. Процитовано 20 травня 2020.
58. 1 2  Адвокат не планирует обжаловать приговор крымчанина Дениса Кашука. Крым.Реалии (рос.). Архів оригіналу за 24 квітня 2020. Процитовано 20 травня 2020.
59. 1 2 3  Машарипов Юнус Турапович | Правозащитный центр «Мемориал». memohrc.org. Архів оригіналу за 25 вересня 2020. Процитовано 21 травня 2020.
60. ↑  Суд в Крыму постановил поместить политузника Машарипова в психбольницу. Крым.Реалии (рос.). Архів оригіналу за 31 жовтня 2020. Процитовано 21 травня 2020.
61. ↑  Новий «кримський диверсант». Що відомо про затриманого ФСБ Геннадія Лімешка [Архівовано 3 квітня 2019 у Wayback Machine.] // Новое время, 14.08.2017
62. ↑  Затриманий в окупованому Криму українець служив у ЗСУ, однак був звільнений Читайте більше тут: http://zik.ua/news/2017/08/15/zatrymanyy_v_okupovanomu_krymu_ukrainets_sluzhyv_u_zsu_odnak_buv_zvilnenyy_1150843. Архів оригіналу за 15 серпня 2017. Процитовано 15 серпня 2017. {{cite web}}: Зовнішнє посилання в |title= (довідка)
63. ↑  В СБУ назвали фейком затримання «агента» в Криму. Архів оригіналу за 16 серпня 2017. Процитовано 15 серпня 2017.
64. ↑  Кримський політв'язень Лимешко не зміг вийти на свободу після відбуття 8 років незаконного ув'язнення в РФ. Чому?. BlackSeaNews. 12 квітня 2025.
65. ↑  Кримського політв'язня Сулейманова, який потребує термінової операції на серці, перевели до колонії в РФ. Еспресо TV. 29 серпня 2023. Процитовано 5 вересня 2023.
66. 1 2 3 4 5 6 7 8 9 10 11 12 13 14 15 16 17 18 19 20 21 22  Після масових обшуків у Криму затримали вже 20 осіб. Архів оригіналу за 29 березня 2019. Процитовано 29 березня 2019.
67. 1 2 3 4 5 6 7 8 9 10 11 12 13 14 15 16 17 18 19 20 21 22  Окупанти арештували усіх кримських татар, затриманих під час обшуків. Архів оригіналу за 29 березня 2019. Процитовано 29 березня 2019.
68. ↑  Норвезький Гельсінський комітет вимагає від РФ звільнити кримського політв'язня Руслана Сулейманова. Еспресо TV. 24 листопада 2023.
69. ↑  Назім Шейхмамбетов, кримський адвокат: "Справою Приходька" Росія намагається продемонструвати, що "бореться з тероризмом" у Криму. Укрінформ. 22.10.2019. Архів оригіналу за 23 жовтня 2019. Процитовано 24 жовтня 2019.
70. ↑  Кримського політв'язня Олега Приходька окупанти планують етапувати «в якісь болота». BlackSea. 13 лютого 2024.
71. 1 2 3  Окупаційний суд Криму засудив Нарімана Джеляла до 17 років позбавлення волі. Еспресо TV. 21 вересня 2022.
72. 1 2 3  Незаконно засудженого заступника голови Меджлісу Джеляла етапують у Сибір. Еспресо TV. 28 жовтня 2023.
73. ↑  Свобода, Радіо (5 травня 2016). ФСБ незаконно утримує в окупованому Криму 14 кримських татар – Джемілєв. Радіо Свобода (укр.). Процитовано 8 квітня 2024.
74. ↑  Zaxid.net (25 квітня 2016). Окупанти тримають за ґратами 14 кримських татар. ZAXID.NET (укр.). Процитовано 8 квітня 2024.
75. ↑  Обшуки та затримання журналістів в Криму є проявом зневаги до всього світу - Мінінформполітики - Детектор медіа. web.archive.org. 4 лютого 2017. Архів оригіналу за 4 лютого 2017. Процитовано 8 квітня 2024.{{cite web}}:  Обслуговування CS1: bot: Сторінки з посиланнями на джерела, де статус оригінального URL невідомий (посилання)
76. ↑  У Криму російська ФСБ провела обшуки в трьох місцевих журналістів (ДОПОВНЕНО) - Детектор медіа. web.archive.org. 26 квітня 2016. Архів оригіналу за 26 квітня 2016. Процитовано 8 квітня 2024.{{cite web}}:  Обслуговування CS1: bot: Сторінки з посиланнями на джерела, де статус оригінального URL невідомий (посилання)
77. ↑  Сурепін, Сергій (21 серпня 2018). 100 днів голодування: «Сенцов буде жити, якщо почнеться процес обміну ув'язненими». Заборона (укр.). Процитовано 8 квітня 2024.
78. ↑  Список Сенцова. Сулейман Асанов. Архів оригіналу за 10 січня 2019. Процитовано 3 липня 2018.
79. 1 2 3 4 5  Затриманий у Криму Дегерменджі потрапив у реанімацію. Архів оригіналу за 21 січня 2018. Процитовано 20 січня 2018.
80. ↑  У Ростові за “тероризм” судитимуть експоліцейського Андрія Гаррюса, якого окупанти затримали на Донеччині у 2018 році ➜ ZMINA. zmina.info (укр.). 24 жовтня 2023. Процитовано 22 лютого 2024.
81. ↑  Громадського активіста в Сімферополі після обшуку відправили в «Центр Е» — адвокат [Архівовано 31 березня 2019 у Wayback Machine.] // Крим Реалії, 04.05.2017
82. ↑  Російські силовики затримали ще трьох кримськотатарських активістів [Архівовано 31 березня 2019 у Wayback Machine.] // Укрінформ, 28.03.2019
83. 1 2  У Ростові затримали ще трьох кримських активістів, у яких вчора пройшли обшуки [Архівовано 1 квітня 2019 у Wayback Machine.] // Громадське Радіо
84. ↑  ФСБ затримала у Бахчисараї шістьох кримських татар у справі Хізб ут-Тахрір. В одній із сімей це вже третій заарештований син. Ґрати (ua-UA) . Процитовано 8 квітня 2024.
85. ↑  Журналіст Пашаєв повідомив, що заарештований окупантами у Криму Веліляєв спонсорував культурні проекти кримських татар. Архів оригіналу за 12 червня 2018. Процитовано 7 червня 2018.
86. ↑  Затриманий у Криму бізнесмен Веліляєв перебуває в московській тюрмі «Лефортово» — Буджурова[недоступне посилання з липня 2019]
87. ↑  У Криму затримали активіста Українського культурного центру. Архів оригіналу за 4 лютого 2017. Процитовано 3 лютого 2017.
88. ↑  Затриманий в Росії харків'янин Гашенко приїхав до Москви з другом. Громадське радіо. Архів оригіналу за 16 листопада 2018. Процитовано 16 листопада 2018.
89. ↑  Адвокат: Запчастини, за «контрабанду» яких у Москві затримали українця, не військові. Human Rights. Архів оригіналу за 16 листопада 2018. Процитовано 16 листопада 2018.
90. ↑  Затриманий ФСБ РФ в анексованому Криму українець виявився брокером з Донецької області, — ЗМІ. Архів оригіналу за 3 липня 2018. Процитовано 3 липня 2018.
91. ↑  ФСБ России задержала украинца по подозрению в шпионаже в Крыму. Архів оригіналу за 3 липня 2018. Процитовано 3 липня 2018.
92. ↑  Список Сенцова. Бекір Дегерменджі. Архів оригіналу за 10 січня 2019. Процитовано 3 липня 2018.
93. ↑  Історія політв'язня: Бекір Дегерменджі [Архівовано 1 квітня 2019 у Wayback Machine.] Крим. Реалії
94. ↑  Історія політв'язня: Мустафа Дегерменджи (відео) [Архівовано 1 квітня 2019 у Wayback Machine.] // Крим. Реалії
95. ↑  Список Сенцова. Дмитро Долгополов
96. ↑  Затриманий у Криму співробітниками ФСБ Росії Дмитро Долгополов раніше проходив службу у ЗСУ. Архів оригіналу за 11 грудня 2018. Процитовано 3 липня 2018.
97. 1 2  Арестованного по «делу 26 февраля» Эскендера Кантемирова взяли на поруки [Архівовано 18 травня 2015 у Wayback Machine.] // 15 минут 09.04.2015
98. 1 2  В Крыму арестован очередной участник митинга 26 февраля [Архівовано 20 травня 2015 у Wayback Machine.] // 15 минут 13.03.2015
99. 1 2  Арестован еще один участник по делу «26 февраля» — Смедляев // Центр журналистских расследований 13.03.2015
100. ↑  Хто такий Андрій Захтій, другий затриманий за «міфічні диверсії» в Криму. Архів оригіналу за 2 лютого 2017. Процитовано 5 грудня 2016.
101. ↑  У Криму суд відхилив скаргу на продовження арешту активіста Каракашева, якого судять за пости у соцмережах. Архів оригіналу за 7 липня 2018. Процитовано 7 липня 2018.
102. ↑  Суд в Крыму отправил левого активиста в СИЗО на 2 месяца за посты в соцсети. Архів оригіналу за 7 липня 2018. Процитовано 7 липня 2018.
103. ↑  В Крыму задержали активиста за публикации в интернете. Архів оригіналу за 7 липня 2018. Процитовано 7 липня 2018.
104. ↑  В СИЗО к антифашисту Каракашеву в Крыму не пускают даже его родителей. Архів оригіналу за 7 липня 2018. Процитовано 7 липня 2018.
105. 1 2  Обшуки та затримання журналістів в Криму є проявом зневаги до всього світу — Мінінформполітики. Архів оригіналу за 4 лютого 2017. Процитовано 3 лютого 2017.
106. ↑  Заарештований у Криму журналіст Назімов заявляє про застосування до нього фізичного насильства. Архів оригіналу за 12 червня 2018. Процитовано 7 червня 2018.
107. ↑  Заарештований в окупованому Криму редактор видання «Твоя Газета» Олексій Назімов 15 січня оголосив голодування. Архів оригіналу за 12 червня 2018. Процитовано 7 червня 2018.
108. ↑  Журналіст Олексій Назімов, якого утримують у Сімферопольському СІЗО, заявив про знущання. Архів оригіналу за 27 червня 2018. Процитовано 27 червня 2018.
109. ↑  У Криму заарештували капітана затриманого українського судна — ФСБ. Архів оригіналу за 12 червня 2018. Процитовано 7 червня 2018.
110. ↑  ОКУПАНТИ ПРОВОДЯТЬ МАСШТАБНУ КАРАЛЬНУ СПЕЦОПЕРАЦІЮ В КРИМУ: ЗАТРИМАНО АДВОКАТІВ. Архів оригіналу за 4 лютого 2017. Процитовано 3 лютого 2017.
111. ↑  У Криму в справі журналіста Назімова й депутата Степанченка допитали двох свідків звинувачення. Архів оригіналу за 27 червня 2018. Процитовано 27 червня 2018.
112. 1 2  Фигурант «дела 26 февраля» Юнусов арестован на два месяца [Архівовано 2 липня 2015 у Wayback Machine.] // Грани. Ру 13.03.2015
113. ↑  Крымского активиста арестовали на два месяца [Архівовано 18 березня 2015 у Wayback Machine.] // 15 минут 13.03.2015
114. ↑  В Крыму задержали очередного активиста по «делу 26 февраля» [Архівовано 16 березня 2015 у Wayback Machine.] // 15 минут 13.03.2015
115. ↑  «Ребенок у следователя ручки таскал»: как задерживали крымчанина Яцкина. Крым.Реалии (рос.). Архів оригіналу за 24 липня 2020. Процитовано 18 травня 2020.
116. ↑  Многодетный отец и патриот: очередной «украинский диверсант» задержан оккупантами в Крыму - адвокат Полозов принял поручение родственников Яцкина на его защиту в суде. КрымSOS (англ.). Архів оригіналу за 7 травня 2021. Процитовано 19 травня 2020.
117. ↑  «Крым – заповедник обменного фонда». Крым.Реалии (рос.). Архів оригіналу за 26 квітня 2020. Процитовано 18 травня 2020.
118. ↑  Кантимиров Эльдар. crimean-solidarity.org. Процитовано 19 травня 2020.
119. 1 2 3 4 5 6  Российские силовики проводят несколько обысков в Крыму (обновляется). Крым.Реалии (рос.). Архів оригіналу за 1 вересня 2020. Процитовано 19 травня 2020.
120. 1 2  Дело о Хизб ут-Тахрир (Алуштинская группа). crimean-solidarity.org. Процитовано 19 травня 2020.
121. ↑  Нагаев Руслан. crimean-solidarity.org. Процитовано 19 травня 2020.[недоступне посилання]
122. 1 2 3  Сейтумеров Сейтумер. crimean-solidarity.org. Процитовано 19 травня 2020.
123. 1 2  В Крыму арестовали троих крымских татар, задержанных накануне по «делу Хизб ут-Тахрир». Крым.Реалии (рос.). Архів оригіналу за 20 листопада 2020. Процитовано 19 травня 2020.
124. ↑  Сейтумеров Осман. crimean-solidarity.org. Процитовано 19 травня 2020.
125. ↑  В Крыму за «государственную измену» арестовали 64-летнюю женщину — Крымская правозащитная группа (рос.). Архів оригіналу за 3 червня 2020. Процитовано 20 травня 2020.
126. ↑  Жительницу Севастополя обвинили в Москве в госизмене и сборе секретных сведений по заданию Киева. Интерфакс-Украина (рос.). Архів оригіналу за 1 лютого 2020. Процитовано 20 травня 2020.
127. ↑  Людмила Денісова. www.facebook.com (укр.). Архів оригіналу за 7 листопада 2020. Процитовано 20 травня 2020.
128. 1 2 3 4 5 6 7 8 9 10 11  Українські в'язні повернулися. Хто серед них? Повний список. BBC News Україна. 07.09.2019. Архів оригіналу за 21 червня 2021. Процитовано 7 вересня 2019.
129. ↑  Помічник президента Андрій Єрмак: Прізвище Цемаха на обмін в розмовах Зеленського і Путіна було з самого початку // Українська правда, 09.09.2019. Архів оригіналу за 10 вересня 2019. Процитовано 9 вересня 2019.
130. ↑  Обмін полоненими. Як Зеленський домовився з Путіним про звільнення заручників Кремля // Українська правда, 07.09.2019. Архів оригіналу за 9 вересня 2019. Процитовано 9 вересня 2019.
131. ↑  Обмін полоненими: Список росіян // Українська правда, 07.09.2019. Архів оригіналу за 9 вересня 2019. Процитовано 9 вересня 2019.
132. ↑  Обмін полоненими: Список українців // Українська правда, 07.09.2019. Архів оригіналу за 9 вересня 2019. Процитовано 9 вересня 2019.
133. ↑  У Криму позбавлені волі 86 політв'язнів. РБК-Україна (рос.). Архів оригіналу за 8 травня 2021. Процитовано 10 вересня 2019.
134. 1 2  Собенко, Надія (29 червня 2024). СБУ показало відео повернення українців з полону. Суспільне Новини. Архів оригіналу за 20 липня 2024. Процитовано 19 лютого 2025.
135. ↑  Координаційний штаб з питань поводження з військовополоненими. Telegram. Процитовано 13 вересня 2024.
136. ↑  В Україну повернули ще 49 полонених. Серед них — Леніє Умєрова та «азовці». hromadske (укр.). 13 вересня 2024. Процитовано 13 вересня 2024.
137. ↑  Росія звільнила українського рибалку Федоровича з підпискою про невиїзд (ВІДЕО). MUKACHEVO.NET (укр.). Процитовано 22 лютого 2024.
138. ↑  Азовський інцидент: Україна наполягає, що рибалка не винен. BBC News Україна (укр.). 9 серпня 2013. Процитовано 22 лютого 2024.
139. 1 2 3 4  В Крыму продолжаются аресты… [Архівовано 18 травня 2015 у Wayback Machine.] // Эхо Москвы 20/05/2014 (рос.)
140. 1 2 3 4  Истории крымских «террористов» [Архівовано 18 травня 2015 у Wayback Machine.] // Українська правда 20/05/2014
141. 1 2 3 4  У Росії суд залишив Сенцова під арештом до 11 липня [Архівовано 18 червня 2015 у Wayback Machine.] // Радіо Свобода. 18/06/2015
142. ↑  ФСБ затримала кримчанина, який вивішував на дім прапор України. Архів оригіналу за 4 серпня 2017. Процитовано 25 липня 2017.
143. ↑  Украинца Владимира Балуха в Крыму осудили на 3 года и 7 месяцев лишения свободы. Крымская правозащитная группа. 4 серпня 2017. Архів оригіналу за 4 серпня 2017. Процитовано 4 серпня 2017.(рос.)
144. ↑  Список Сенцова. Володимир Балух. Архів оригіналу за 10 січня 2019. Процитовано 3 липня 2018.
145. ↑  Веселова, Вікторія. «Справа Балуха»: другий тиждень голодування. Крым.Реалии (укр.). Архів оригіналу за 25 травня 2018. Процитовано 24 травня 2018.
146. ↑  Окупанти переслідують за участь у Кримській платформі.
147. 1 2  Були в полоні ще з 2017-2018 років: в Україну повернули цивільних Олену Пех та Валерія Матюшенка. novynarnia.com (укр.). 29 червня 2024. Процитовано 1 липня 2024.
148. ↑  Захопили в Бердянську й нещадно катували: з російського полону повернули двох священників УГКЦ. novynarnia.com (укр.). 29 червня 2024. Процитовано 1 липня 2024.
149. ↑  З російського полону повернули 10 цивільних. Серед звільнених – заступник голови Меджлісу Наріман Джелял та священники УГКЦ. ДЕСС (укр.). Процитовано 1 липня 2024.
150. ↑  У Криму «суд» виніс вирок Владиславу Єсипенку: шість років колонії та штраф
151. ↑  Свобода, Радіо (22 червня 2025). Журналіст Радіо Свобода Єсипенко вийшов на волю із в’язниці в Криму. Радіо Свобода (укр.). Процитовано 23 червня 2025.
152. 1 2  Ще один фігурант «справи Хізб ут-Тахрір» вийшов з російської колонії. Архів оригіналу за 23 січня 2020. Процитовано 23 січня 2020.
153. ↑  Стан здоров’я заарештованого в Росії Павла Гриба «небезпечний» – батько. Радіо Свобода (укр.). Архів оригіналу за 25 травня 2018. Процитовано 24 травня 2018.
154. ↑  Павло Гриб. 9 місяців за ґратами | Рубрика. Рубрика (укр.). Архів оригіналу за 25 травня 2018. Процитовано 24 травня 2018.
155. ↑  Українця Гриба у РФ обвинувачують у підготовці теракту в одній зі шкіл у Сочі – ЗМІ. Архів оригіналу за 25 травня 2018. Процитовано 24 травня 2018.
156. ↑  Вирок Грибу: російський суд засудив українця на 6 років. Архів оригіналу за 22 березня 2019. Процитовано 22 березня 2019.
157. 1 2 3  У Криму заарештовано ще одного кримськотатарського активіста [Архівовано 18 травня 2015 у Wayback Machine.] // Українська правда 8 лютого 2015
158. ↑  Еще один крымско-татарский активист Искендер Кантемиров арестован в аннексированном Крыму за «беспорядки» в феврале прошлого года // Цензор. Нет 9/02/2015
159. ↑  В Крыму продолжаются задержания и аресты по делам о «массовых беспорядках» [Архівовано 18 травня 2015 у Wayback Machine.] // Грани. Ру 09.02.2015
160. 1 2  Досьє на рівнянина Миколу Карпюка, якого судять у Росії (оновлено). Архів оригіналу за 14 березня 2016. Процитовано 14 березня 2016.
161. 1 2  Адвокат: Українця Карпюка, заарештованого в РФ, можливо, вже немає серед живих [Архівовано 16 травня 2015 у Wayback Machine.] // Українська правда 14 травня 2015
162. ↑  Щоб звільнити Миколу Карплюка потрібно захопити працівників ФСБ — Береза [Архівовано 26 грудня 2015 у Wayback Machine.], Громадське Телебачення (відео)
163. ↑  Список Сенцова. Станіслав Клих
164. ↑  В России без обвинений задержали украинца, который приехал в гости к беременной девушке [Архівовано 18 травня 2015 у Wayback Machine.] // ТСН 4 вересня 2014
165. ↑  Список Сенцова. Олександр Костенко. Архів оригіналу за 10 січня 2019. Процитовано 3 липня 2018.
166. ↑  Націоналісти пікетували Посольство РФ із вимогою звільнити свого побратима[недоступне посилання] // InfA (Інформаційний акцент) 12 березня 2015
167. ↑  Правозахисники: з батьком арештованого в Криму учасника Євромайдану зник зв'язок [Архівовано 31 травня 2015 у Wayback Machine.] // Крим. Реалії 5 березня 2015
168. ↑  У Криму активіста Майдану посадили на 2 місяці за «тілесні ушкодження» беркутівцю [Архівовано 15 травня 2015 у Wayback Machine.] // Українська правда 8 лютого 2015
169. ↑  Активіста Костенка продовжують катувати у кримському СІЗО [Архівовано 31 травня 2015 у Wayback Machine.] //Центр інформації про права людини 30 квітня 2015
170. 1 2  Суд в окупованому Криму дав 4 роки активісту Евромайдана за нібито побиття беркутівця [Архівовано 25 липня 2015 у Wayback Machine.] // УНІАН 15 травня 2015
171. ↑  Кримський «суд» ув'язнив українця ще на 2 місяці за «тілесні ушкодження» беркутівцю [Архівовано 5 жовтня 2015 у Wayback Machine.] // Українська правда 4 квітня 2015
172. ↑  Крымскому майдановцу предлагают дать показания против других активистов в обмен на защиту в колонии [Архівовано 31 травня 2015 у Wayback Machine.] // События Крыма 28 мая 2015
173. ↑  Освобожденный из заключения в России Костенко опасается провокаций ФСБ России. Архів оригіналу за 3 серпня 2018. Процитовано 3 серпня 2018.
174. ↑  Список Сенцова. Сергій Литвинов
175. ↑  Сергій Литвинов [Архівовано 16 квітня 2019 у Wayback Machine.] // LetMyPeopleGo
176. ↑  Рік українця у СІЗО за вигадані злочини російський суд «оцінив» у 1000 рублів. Архів оригіналу за 1 листопада 2017. Процитовано 25 липня 2017.
177. ↑  Засуджений у Росії український політв'язень Сергій Літвінов перебуває у Харківській колонії. Архів оригіналу за 6 липня 2019. Процитовано 6 липня 2019.
178. ↑  «Опасный»... режиссер. «Опасный»... режиссер (рос.). Архів оригіналу за 19 вересня 2020. Процитовано 15 листопада 2017.
179. ↑  Справа Ігоря Мовенка: з умовного терміну ‒ в реальне ув'язнення [Архівовано 7 серпня 2018 у Wayback Machine.] // Крим Реалії, 07.05.2018
180. ↑  Украинца Мовенко в оккупированном Крыму приговорили к 2 годам заключения. Архів оригіналу за 18 червня 2018. Процитовано 6 червня 2018.
181. ↑  Активіста Ігоря Мовенка випустили із СІЗО Сімферополя [Архівовано 10 серпня 2018 у Wayback Machine.] // Крим Реалії, 28.06.2018
182. ↑  ЗВИНУВАТИЛИ У ТЕРОРИЗМІ: УКРАЇНЦЯ АРТУРА ПАНОВА ЗАСУДИЛИ У РОСІЇ ДО 8 РОКІВ ТЮРМИ. Архів оригіналу за 16 серпня 2017. Процитовано 15 серпня 2017.
183. ↑  19-річного українця Артура Панова засудили у Росії до 8 років за начебто підготовку теракту. Архів оригіналу за 16 серпня 2017. Процитовано 15 серпня 2017.
184. 1 2 3  У Криму винесли вирок "диверсанту" Панову. РБК-Україна. 13 липня 2018. Архів оригіналу за 14 липня 2018.
185. 1 2 3  Крим: Панову дали 8 років колонії суворого режиму у «справі диверсантів». Радіо Свобода. 13 липня 2018. Архів оригіналу за 14 липня 2018.
186. ↑  Список Сенцова. Нурі Примов. Архів оригіналу за 10 січня 2019. Процитовано 3 липня 2018.
187. ↑  В Криму «українського диверсанта» засудили на 3 роки за зберігання наркотиків. Архів оригіналу за 6 липня 2018. Процитовано 25 липня 2017.
188. ↑  Фігурант «справи українських диверсантів» Присич повернувся додому з російського полону. Новое Время. 17.08.2019. Архів оригіналу за 4 травня 2021. Процитовано 18 серпня 2019.
189. ↑  Обмін Савченко: як українську льотчика обміняли на російських ГРУшников. РБК-Україна. 25.05.2016. Архів оригіналу за 14 травня 2021. Процитовано 26.05.2016.
190. ↑  Журналіст Микола Семена. Покарання за професіоналізм. Архів оригіналу за 18 лютого 2017. Процитовано 17 лютого 2017.
191. ↑  Микола Семена отримав тимчасове житло в Києві – омбудсман. detector.media (укр.). 25 лютого 2020. Процитовано 22 квітня 2020.
192. ↑  Список Сенцова. Олег Сенцов
193. ↑  Адвокат Сенцова: Голодовку Олега геройством не назовешь. Он не жертвует, а входит в историю. glavred.info (англ.). Архів оригіналу за 25 травня 2018. Процитовано 24 травня 2018.
194. 1 2  У Росії засудили українського пенсіонера до 12 років. Дзеркало тижня. 31 липня 2017. Архів оригіналу за 31 липня 2017. Процитовано 31 липня 2017.
195. ↑  ФСБ заявила про затримання у Криму українця «за спробу збуту зброї». Архів оригіналу за 12 червня 2018. Процитовано 7 червня 2018.
196. ↑  Заарештований на адмінкордоні з окупованим РФ Кримом Олександр Стешенко зник — адвокат. Архів оригіналу за 12 червня 2018. Процитовано 7 червня 2018.
197. ↑  Звільнено політв’язня Стешенка, засудженого у 2018 році в окупованому Криму. Радіо Свобода. 06.08.2019. Архів оригіналу за 7 серпня 2019. Процитовано 7 серпня 2019.
198. 1 2  В СИЗО «Лефортово» держат украинского журналиста, арестованного по обвинению в шпионаже [Архівовано 26 січня 2017 у Wayback Machine.] // Открытая Росиия. 2 жовтня 2016(рос.)
199. ↑  Московський суд дав Сущенку 12 років колонії суворого режиму (укр.). Архів оригіналу за 17 листопада 2018. Процитовано 4 червня 2018.
200. 1 2  Умерова і Чийгоза видали Туреччині. Архів оригіналу за 25 жовтня 2017. Процитовано 25 жовтня 2017.
201. ↑  Розповідь українця, якого засудили в Росії за «труну Путіна». Радіо Свобода. 23.08.2019. Архів оригіналу за 23 серпня 2019. Процитовано 24 серпня 2019.
202. ↑  Затриманий в Росії українець не був членом «Правого сектора». Архів оригіналу за 3 липня 2018. Процитовано 3 липня 2018.
203. ↑  Політв’язень Роман Терновський, засуджений в РФ за участь в акціях харківського «Правого сектора», повернувся в Україну. UA: ХАРКІВ. 21 серпня 2019. Архів оригіналу за 21 серпня 2019. Процитовано 21 серпня 2019.
204. 1 2 3  Заступника голови Меджлісу Чийгоза арештували на три тижні. Йому загрожує 10 років [Архівовано 19 квітня 2015 у Wayback Machine.] // Українська правда. 30 січня 2015
205. ↑  Арестован участник митинга 26 февраля 2014 года в Симферополе [Архівовано 18 травня 2015 у Wayback Machine.] // Sevas
206. ↑  Заступника голови Меджлісу Чийгоза випустили з карцеру [Архівовано 10 травня 2015 у Wayback Machine.] // Українська правда. 8 травня 2015
207. ↑  КРЫМСКИЙ СУД ОТКАЗАЛСЯ ОТПУСТИТЬ ЗАМГЛАВЫ МЕДЖЛИСА АХТЕМА ЧИЙГОЗА [Архівовано 25 травня 2015 у Wayback Machine.] // АТН. 25 травня 2015
208. ↑  Правозахисниця розповіла про справу Олексія Чернія, Громадське ТБ
209. ↑  7 років у російській тюрмі. В Україну повернувся Олексій Чирній, звинувачений РФ у тероризмі. Архів оригіналу за 15 травня 2021. Процитовано 15 травня 2021.
210. ↑  На въезде в Крым задержан проукраинский активист. Архів оригіналу за 12 березня 2016. Процитовано 17 березня 2016.
211. ↑  Список Сенцова. Олександр Шумков
212. ↑  Екс-охоронця Яроша в російському СІЗО відвідав консул. Архів оригіналу за 10 листопада 2017. Процитовано 9 листопада 2017.
213. ↑  Політв'язень Шумков повернувся до України. Українська правда. 24.12.2020. Архів оригіналу за 24 грудня 2020. Процитовано 25.12.2020.
214. ↑  Список політв'язнів по справі [[Справа Arctic Sunrise|Arctic Sunrise]]: Руслан Якушев…. Архів оригіналу за 4 квітня 2016. Процитовано 23 березня 2016.
215. ↑  Росія амністувала українця зі судна Greenpeace. Архів оригіналу за 12 квітня 2016. Процитовано 25 липня 2017.
216. ↑  https://www.youtube.com/watch?v=NmOQTPSabwE Список Сенцова. Олексій Стогній
217. ↑  Олексій Стогній і Гліб Шаблій арештовані ФСБ в окупованому Криму як диверсанти (фото). Club-tourist (амер.). Архів оригіналу за 10 червня 2018. Процитовано 4 червня 2018.
218. 1 2  Крымчанина Стогния, которого российские СМИ называли диверсантом, осудили на 3,5 года. Кримська правозахисна група. 26.07.2017. Архів оригіналу за 27 травня 2019. Процитовано 17.08.2018.
219. ↑  Політв’язень Кремля Олексій Стогній опинився на волі. Українська правда (укр.). Архів оригіналу за 3 червня 2020. Процитовано 9 жовтня 2020.
220. ↑  #LetMyPeopleGo. Гліб Шаблій - Let My People Go. letmypeoplego.org.ua (укр.). Архів оригіналу за 2 червня 2018. Процитовано 4 червня 2018.
221. ↑  «Крымский диверсант» Глеб Шаблий – политзаключенный. Правозахисний центр «Меморіал». 20.07.2018. Архів оригіналу за 21 вересня 2020. Процитовано 17.08.2018.
222. ↑  В Україну повернувся політв'язень, якого чотири роки утримувала Росія. РБК-Украина (рос.). Архів оригіналу за 31 грудня 2021. Процитовано 5 березня 2021.
223. ↑  Свобода, Радіо (8 лютого 2023). Українець, засуджений за звинуваченням у «шпигунстві», помер у російській колонії – КПГ. Радіо Свобода (укр.). Процитовано 22 лютого 2024.
224. ↑  Українець Костянтин Ширінг, якого звинуватили у “шпигунстві”, помер у російській колонії – Кримська правозахисна група. crimeahrg.org (укр.). Процитовано 22 лютого 2024.
225. ↑  Джемиль, Гафаров. Гафаров Джемиль. crimean-solidarity.org (англ.). Процитовано 22 лютого 2024.
226. ↑  Політв'язень Джеміль Гафаров загинув через нелюдське ставлення, у його катів є імена – Полозов. www.ukrinform.ua (укр.). 10 лютого 2023. Процитовано 22 лютого 2024.
227. ↑  У російському СІЗО помер кримськотатарський політв'язень Джеміль Гафаров. www.ukrinform.ua. 10 лютого 2023. Процитовано 22 лютого 2024.
228. ↑  У Росії померла полонена журналістка Рощина. Вона була погоджена на обмін. LIGA. 10 жовтня 2024. Процитовано 11 жовтня 2024.
229. ↑  60-річний кримський татарин Рустем Віраті помер у російській в'язниці. КРЦ. 12 березня 2025. Процитовано 13 березня 2025.
230. ↑  Полон РФ убиває: мер повідомив про смерть найстаршого цивільного бранця з Енергодара. Українська правда (укр.). Процитовано 22 липня 2025.
231. ↑  У Москві пройшли переговори українського та російського консулів щодо полонених громадян України [Архівовано 28 червня 2015 у Wayback Machine.], ТСН 27 червня 2015
232. ↑  ПАСЄ: РФ зобов'язана звільнити незаконно утримуваних громадян України [Архівовано 9 липня 2015 у Wayback Machine.] // Newsru.ua 8.07.2015